# Bangou (Nouvelle-Calédonie)
Pour les articles homonymes, voir Bangou.
 (mars 2016).
Si vous disposez d'ouvrages ou d'articles de référence ou si vous connaissez des sites web de qualité traitant du thème abordé ici, merci de compléter l'article en donnant les références utiles à sa vérifiabilité et en les liant à la section « Notes et références ».
La tribu de Bangou se situe dans la commune de Païta en Nouvelle-Calédonie.
Ils parlent le nââ drubéa.

## Histoire
En décembre 2019, un incendie se déclenche sur le territoire de la tribu.
En décembre 2020, des manifestations du FLNKS tournent à l'émeute dans les environs de la tribu de Bangou qui voit son accès bloqué par un barrage d'émeutiers.